# Kehlani
Kehlani Ashley Parrish (født 24. april 1995) er en amerikansk sanger og sangskriver. Kehlani er oprindeligt fra Oakland, Californien, og opnåede første berømmelse som medlem af teenagegruppen Poplyfe i 2011.
I 2014 udgav Kehlani sit første kommercielle mixtape, Cloud 19. Hun udgav sit debutalbum, SweetSexySavage i 2017. Hendes tredje album, Blue Water Road blev udgivet i 2022.

## Diskografi

### Studiealbum
- SweetSexySavage (2017)
- It Was Good Until It Wasn't (2020)
- Blue Water Road (2022)